# Ness City
Ness City är administrativ huvudort i Ness County i Kansas. Orten har fått sitt namn efter militären Noah V. Ness. Enligt 2020 års folkräkning hade Ness City 1 329 invånare.